# Jan Ignacy Dłuski
Jan Ignacy Dłuski herbu Nałęcz (ur. 4 listopada 1724 w Kumowiczu, zm. ?) – polski duchowny rzymskokatolicki, biskup pomocniczy kamieniecki, kanonik kamieniecki w 1768 roku, oficjał kamieniecki w 1781 roku.

## Życiorys
28 marca 1750 przyjął święcenia diakonatu, a 23 maja 1750 prezbiteriatu.
1 czerwca 1778 papież Pius VI prekonizował go biskupem pomocniczym kamienieckim oraz biskupem in partibus infidelium hebrońskim. Brak informacji kiedy i od kogo przyjął sakrę biskupią.
Administrował diecezją podczas długich nieobecności biskupa Adama Stanisława Krasińskiego. W 1773 ogłosił jezuitom w Kamieńcu Podolskim brewe Klemensa XIV o rozwiązaniu zakonu.
Data jego śmierci jest nieznana.